# Baima
Le baima (ou pe, en chinois 白马 Báimǎ, en tibétain Dwags-po) est une langue tibéto-birmane parlée dans les provinces de Sichuan et de Gansu en République populaire de Chine.

## Localisation géographique
Le baima est parlé au Sichuan dans le xian de Pingwu rattaché à la ville-préfecture de Mianyang, et dans ceux de Jiuzhaigou et de Songpan, tous deux rattachés à la préfecture autonome tibétaine et qiang d'Aba, ainsi qu'au Gansu, dans le Xian de Wen qui fait partie de la ville-préfecture de Longnan.

## Classification
La classification du baima est l'objet d'une controverse. Il est souvent présenté comme un dialecte tibétain khams, sans démonstration tangible de cette affiliation. Les Baima, qui revendiquent une identité ethnique distincte, disent descendre d'une ancienne population, les Dī (氐), conquise par les Tibétains au VIIe siècle. Pour Chirkova, il est donc possible que la langue soit un parler tibétain avec un substrat dī. Il présente également des traits amdo.
Le projet Glottolog le classe parmi les langues tibétiques orientales, aux côtés du choni et du zhongu.

## Sources
- Katia Chirkova, 2008, On the position of Báimǎ within Tibetan: A look from basic vocabulary, dans Evidence and counter-evidence: Festschrift for F. Kortland, Volume 2: General linguistics, Alexander Lubotsky, Jos Schaeken, Jeroen Wiedenhof (éditeurs), p. 69-91, Amsterdam, Rodopi.